# NWNGR – Russell
Die Schmalspur-Tenderlokomotive Russell ist die einzige erhaltene Lokomotive der ehemaligen Welsh Highland Railway bzw. deren Vorgängerbahn, der North Wales Narrow Gauge Railways (NWNGR). Sie wurde 1906  von der Hunslet Engine Company als Einzelstück mit der Werk-Nr. 901 gebaut. 

## Geschichte
Geliefert wurde Russell im Auftrag der Portmadoc, Beddgelert and South Snowdon Railway (PBSSR). Die Strecke dieser Gesellschaft war damals allerdings noch nicht fertiggestellt (und wurde es auch nie), so dass die Lokomotive von der NWNGR eingesetzt wurde, deren Lokomotive Beddgelert verschlissen war, die sich aber weder eine Reparatur noch eine Neuanschaffung leisten konnte. Wie Beddgelert wurde auch Russell überwiegend für Güterzüge auf der Strecke zwischen Dinas und Bryngwyn eingesetzt, die einen in einer engen 180°-Kurve liegenden Abschnitt mit einer Steigung von 1:40 (25 ‰) enthielt, für den die anderen Lokomotiven der NWNGR zu schwach waren.
PBSSR und NWNGR gingen 1922 in die neu gegründete Welsh Highland Railway (WHR) auf. 
1923 wurden Schornstein, Dampfdom und Führerhaus von Russell in der Höhe reduziert, damit die Lokomotive auch auf der mit der WHR verbundenen Strecke der Ffestiniog Railway eingesetzt werden konnte, die ein engeres Lichtraumprofil aufwies. Diese Maßnahme war jedoch nicht ausreichend, und Russell passte immer noch nicht durch den (alten) Moelwyn-Tunnel.
Als die WHR 1937 den Betrieb einstellte, war Russell die einzige betriebsfähige Lokomotive. Im Juni dieses Jahres sammelte die Lokomotive alle an den Bahnhöfen der Strecke abgestellten Wagen ein und brachte sie in das Depot nach Dinas. Dort stand sie für mehr als vier Jahre, bis sie 1942 im Auftrag des Ministry of Supply repariert und für den Einsatz in einem Steinbruch in Oxfordshire verlegt wurde. 1948 wurde Russell an eine Grube in Dorset verkauft. 
Für den Einsatz auf den schlecht verlegten Gleisen dieser Industriebahnen war das Laufwerk der Lokomotive nicht konstruiert, und sie neigte deshalb zu Entgleisungen. Auch das vorübergehende Entfernen der Laufachsen änderte daran wenig, und 1953 wurde Russell nach einem Achsbruch abgestellt.

## Restaurierung und Museumseinsatz

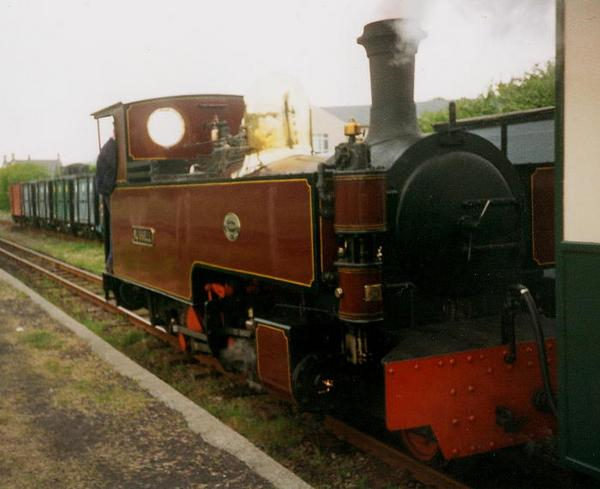
Russell in Porthmadog (WHHR), 1995

Die Birmingham Locomotive Society kaufte die Lokomotive, und die Talyllyn Railway stellte Raum für die Unterbringung zur Verfügung. 1956 begann die Restaurierung. Die gebrochene Achse wurde von Hunslet kostenlos repariert, und 1967 erhielt Russell auch einen neuen Kessel. 
Für den Betrieb auf der Talyllyn Railway, die in einer Spurweite von 686 mm ausgeführt ist, eignete sich die Lokomotive nicht, und sie gelangte über einige Zwischenstationen zur Welsh Highland Railway (Porthmadog) – heute Welsh Highland Heritage Railway (WHHR) – einem Verein, der zum Wiederaufbau der alten WHR gegründet worden war. Dort wurde Russell bis 1987 grundlegend überholt, wobei auch die Höhenreduzierung von 1923 rückgängig gemacht wurde. Anschließend wurde die Lokomotive auf der kurzen Strecke des Vereins vor Museumszügen eingesetzt.
Im August 2000 war Russell auf der Welsh Highland Railway (Caernafon) zu Gast und beförderte Züge auf dem damals bereits fertiggestellten Abschnitt zwischen Dinas und Waunfawr.
Zwischen 2004 und 2014 war Russell außer Betrieb. Nach einer grundlegenden Überholung, bei der die Lokomotive auch einen neuen Kessel erhalten hat, ist sie seit dem 2. August 2014 wieder bei der WHHR im Einsatz. 

## Technik

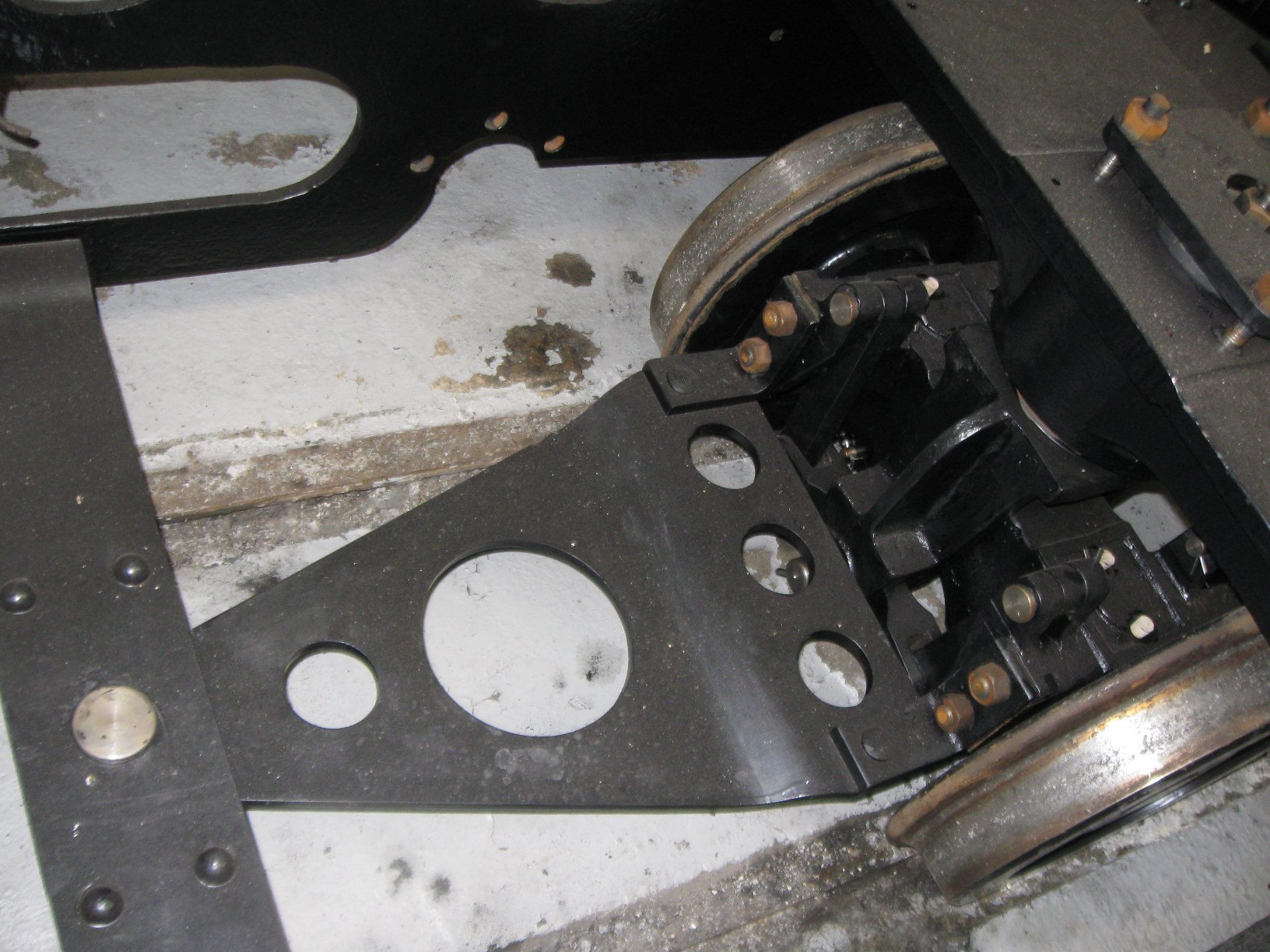
Hinteres Bisselgestell (Kessel und Führerhaus zur Überholung entfernt)

Russell ist eine Tenderlokomotive mit der Achsfolge 1'C1'. Der Wasservorrat von 2 m3 befindet sich in seitlichen Wasserkästen, die über die gesamte Länge von Kessel und Rauchkammer laufen. Beidseitig vor dem Führerhaus befinden sich die Kohlenkästen.
Die Kuppelachsen sind in einem Außenrahmen gelagert und werden von außenliegenden, waagerechten Zylindern über Kurbeln angetrieben. Die Laufachsen sind als Bisselgestelle mit innenliegenden Achslagern ausgeführt. Die Steuerung entspricht der Bauart Walschaerts – was 1906 bei britischen Schmalspurlokomotiven noch sehr selten war. 
Ursprünglich war Russell mit einer Druckluftbremse ausgerüstet. 1923 wurde diese durch eine Saugluftbremse ersetzt, um die Lok kompatibel mit dem Bremssystem der Ffestiniog Railway zu machen. Im Rahmen der Restaurierung wurde wieder eine Druckluftbremse eingebaut; die Saugluftbremse – bis heute das bei der FR und der WHR verwendete Bremssystem – wurde jedoch beibehalten.
Die Lokomotive ist ein Einzelstück; einen baugleichen Kessel hatte Hunslet jedoch schon für eine frühere Lokomotive (Werk-Nr. 865 von 1905) verwendet. Andere Komponenten – Räder, Federn, Achslager, Umsteuerung sowie viele Teile des Triebwerks – entstammten einer 1898 gebauten Serie von Lokomotiven für die Sierra Leone Railway (762 mm Spurweite), mit denen Russell auch die Achsfolge gemeinsam hat. Trotz der kleineren Spurweite war Russell etwas schwerer und leistungsfähiger als die Lokomotiven für Sierra Leone.